# 張瑜 (演員)
张瑜（1957年10月19日—），女，祖籍山东肥城，生于上海，美籍华人演员。

## 生平
1973年，张瑜从上海华山中学初中毕业后任上海电影制片厂女演员。  1980年参加了影片《庐山恋》的拍摄，在此片中她成功地塑造了一位自小生长在海外，却对祖国怀有赤子之心的少女形象。影片公映后，张瑜成为炙手可热的女影星，如日中天。1985年她留学美国加州州立北岭大学，学习电影电视制作，后攻读硕士学位。1991年开始，张瑜在台湾拍戏三年。1993年回大陆重返影坛。

## 演出作品

### 电影
- 1973年《一分之爭》
- 1974年《春苗》飾 蓮蓮
- 1975年《第二個春天》飾 劉之華
- 1977年《連心壩》飾 秀梅
- 1977年《青春》飾 金阿燕
- 1979年《傲蕾·一蘭》飾 赫哲姑娘
- 1979年《啊！搖籃》飾 梁燕
- 1980年《廬山戀》飾 周筠
- 1980年《巴山夜雨》飾 劉文英
- 1981年《知音》飾 小鳳仙
- 1981年《小街》飾 俞
- 1982年《小金魚》飾 謝小英
- 1984年《明姑娘》飾 葉明明
- 1984年《雷雨》飾 四鳳
- 1984年《清水灣，淡水灣》飾 顧婷婷
- 1993年《王先生之欲火焚身》飾 伊雯
- 1995年《太陽有耳》飾 油油
- 1996年《太陽火》飾 文靜
- 2005年《魯迅》飾 許廣平
- 2005年《任長霞》飾 任長霞
- 2006年《大道如天》飾 江如蘭
- 2007年《天地告白》飾 晨楓
- 2008年《八十一格》飾 莫知秋
- 2010年《廬山戀2010》飾 周筠

### 电视戏剧
- 1979年《好好叔叔》
- 1980年《新郎之死》
- 1981年 《女兒的心愿》
- 1982年《一個記者的日記》
- 1991年《一代名伎李師師》飾 李師師
- 1992年《紙婚》
- 1992年《黃土地外的天空》飾常巧玉
- 1993年《包青天》之《紅花記》飾 如夢、月娘
- 1993年《包青天》之《鋤王爺》飾 梅香
- 1994年《青樓鴛夢》飾 大滿、臘梅、小百合、花錦繡
- 1997年《煙雨紅塵》飾 周莘瑜
- 1999年《危險遊戲》飾 蕭瓊
- 2001年《天命因緣》飾 武劍羽
- 2002年《風云世家》飾 金笛
- 2003年《奇緣背后》飾 夏心闌、周曉寧
- 2004年《重金防線》飾 邵華
- 2005年《未列入名冊》飾 楊帆
- 2022年《林深見鹿》飾 武清

## 奖项与提名
| 中国电影金鸡奖 |            |                        |          |
| 入围年份       | 奖项名称   | 入围作品               | 评奖结果 |
| 1981年         | 最佳女主角 | 《庐山恋》《巴山夜雨》 | 获奖     |
| 1982年         | 最佳女主角 | 《小街》               | 提名     |

| 大众电影百花奖 |            |            |          |
| 入围年份       | 奖项名称   | 入围作品   | 评奖结果 |
| 1981年         | 最佳女主角 | 《庐山恋》 | 获奖     |
| 2006年         | 最佳女主角 | 《任长霞》 | 提名     |

| 中国电影华表奖 |            |            |          |
| 入围年份       | 奖项名称   | 入围作品   | 评奖结果 |
| 2005年         | 优秀女演员 | 《任长霞》 | 提名     |

### 其他荣誉
- 1982年上海电影制片厂“小百花奖”最佳女主角：《小街》
- 1993年中国电影表演艺术学会金凤凰奖：特别贡献奖

## 外部連結
- 张瑜官方网站[] （页面存档备份，存于）